# سیارک ۹۶۱۱
سیارک ۹۶۱۱ (به انگلیسی: 9611 Anouck، نامگذاری:1992RF7) نه هزار و ششصد و یازدهمین سیارک کشف شده‌است که در ۲ سپتامبر ۱۹۹۲ کشف شد.
قدر مطلق سیارک برابر ۱۷.۰ است.